# Luís Alberto Silva dos Santos
Luís Alberto Silva dos Santos, noto anche come Luís Alberto (Salvador, 17 novembre 1983), è un ex calciatore brasiliano, di ruolo centrocampista.

## Palmarès

### Club

#### Competizioni nazionali
- Campionato rumeno: 1

CFR Cluj: 2011-2012

#### Competizioni regionali
- Copa do Nordeste: 1

Bahia: 2002

#### Competizioni statali
- Campionato Mineiro: 1

Cruzeiro: 2008